# Barcelona Dragons
Barcelona Dragons var en klubb från Barcelona, Spanien som spelade amerikansk fotboll i NFL Europe. Laget spelade 11 säsonger och grundades 1991 och spelade till och med säsongen 2003, med uppehåll 1993-1994. 
Laget vann World Bowl 1997, genom att slå Rhein Fire på hemmaplan i Barcelonas Olympiastadion med 38-24. "Dragons" förlorade däremot tre finaler, 1991, 1999 samt 2001.